# Przegląd Filozoficzno-Literacki
Przegląd Filozoficzno-Literacki – czasopismo filozoficzne i literackie, wydawane od 2002 w Warszawie. Redaktorem naczelnym „Przeglądu” jest Stanisław Gromadzki. Nakład pisma wynosi obecnie ok. 550 egzemplarzy, co czyni PF-L jednym z największych polskich czasopism filozoficznych.
PF-L wydaje numery tematyczne, poświęcone wybranym postaciom, wątkom lub problemom w filozofii lub teorii literatury. Do tej pory ukazały się numery:
- Nietzsche
- Sołowjow
- Feminizm
- Borges
- Grecja
- Filozofia umysłu
- Hegel i inni
- Leibniz
- Horkheimer
- Gombrowicz
- Iwaszkiewicz
- Ars poetica
- Filozofia literatury
- Filozofowie- artyści
- Brzozowski
- Siemek
- Hesse
- Kołakowski
- Rzym
- Barbara Skarga
- Wyobraźnia antropologiczna
- Lem i technika
- Literatura i etyka
- Różewicz
- Baczko
- Borges i literatura
- Jacobi i inni
- Żywioły formowania
- Hobbes
- Filozofia biologii
- Ciało
- Walicki
- Godność ludzka i autonomia
- Michel Henry
- Jerzy Szacki[1]

## Adres
ul. Krakowskie Przedmieście 3
00-927 Warszawa